# Zorzines armeniaca
Zorzines armeniaca är en fjärilsart som beskrevs av Inoue 1992. Zorzines armeniaca ingår i släktet Zorzines och familjen nattflyn. Inga underarter finns listade i Catalogue of Life.